# Świadkowie Jehowy na Gwadelupie
Świadkowie Jehowy na Gwadelupie – społeczność wyznaniowa na Gwadelupie, należąca do ogólnoświatowej wspólnoty Świadków Jehowy, licząca w 2023 roku 8488 głosicieli (ok. 2,15% mieszkańców), należących do 118 zborów. W 2023 roku na dorocznej uroczystości Wieczerzy Pańskiej zgromadziło się 19 549 osób (ok. 5% mieszkańców). Działalność miejscowych głosicieli koordynuje francuskie Biuro Oddziału.

## Historia

### Początki
W 1936 roku zaczęto tu upowszechniać wyznanie Świadków Jehowy, a w 1938 roku działalność tę kontynuowano za pomocą nagrań gramofonowych. Z sąsiedniej wyspy, Dominiki, przybył tu z rodziną Cyril Winston i zaczął głosić. W 1940 roku na przedmieściach Pointe-à-Pitre odbywały się zebrania religijne, w czerwcu powstał pierwszy zbór. W tym samym roku rozpoczęto działalność na Saint-Martin. W 1948 roku zanotowano liczbę 46 głosicieli. Jesienią 1948 roku dotarli pierwsi misjonarze Szkoły Gilead (Kenneth Chant, Walter Evans); powstał drugi zbór, w Desbonnes. W roku 1949 misjonarze zostali deportowani.
W 1954 roku wyspę odwiedzili Nathan H. Knorr i Milton G. Henschel. 17 marca 1954 roku przybyli kolejni misjonarze. W kilku miejscowościach wyświetlono film „Społeczeństwo Nowego Świata w działaniu”.

### Rozwój działalności
W 1954 roku otwarto Biuro Oddziału. Liczba głosicieli wyniosła 128. Korzystano z 18-metrowego szkunera Sibia, który później został zastąpiony większą łodzią – Light (Światło), oraz 22-metrową łodzią Faith (Wiara), które służyły za domy misjonarskie. Stacjonarny dom misjonarski mieścił się w Le Raizet. Rok później przybyli Świadkowie Jehowy z Francji, którzy pomagali prowadzić działalność kaznodziejską. W 1956 roku rozpoczęto głoszenie na wyspie La Désirade. W 1958 roku na kongres międzynarodowy pod hasłem „Wola Boża” do Nowego Jorku wyjechało 19 Świadków Jehowy z Gwadelupy.
W 1960 roku w Anse-Bertrand zorganizowano kongres pod hasłem „Lud zabiegający o pokój”; wkrótce powstał tam zbór. Na Gwadelupie było 251 głosicieli. W roku 1963 rozpoczęto działalność na wyspie Marie-Galante. W 1964 roku powstała przenośna Sala Zgromadzeń na 600 miejsc (była to składana, wciąż powiększana konstrukcja). W 1966 roku działało około 450 głosicieli. Zagraniczni wyznawcy przyszli z pomocą humanitarną współwyznawcom, poszkodowanym przez huragan Ines. Otwarto nowe Biuro Oddziału w Morne Udol 46, niedaleko Pointe-à-Pitre. W 1968 roku liczba głosicieli przekroczyła 1000 osób. W 1969 roku na wyspie Marie-Galante w Grand-Bourg odbył się kongres pod hasłem „Pokój na ziemi”.
W roku 1970 na Les Saintes rozpoczęto regularną działalność kaznodziejską. W 1973 roku na Saint-Martin powstał zbór francuskojęzyczny. W 1974 roku przekroczono liczbę 2000 głosicieli. W lutym 1975 roku w Marigot na Saint-Martin odbył się kongres pod hasłem „Boskie zamierzenie”, a wkrótce zbudowano tam Salę Królestwa. We wrześniu tego samego roku na wyspie Saint-Barthélemy pojawili się pierwsi wyznawcy. W roku 1978 na Gwadelupie zorganizowano kongres międzynarodowy pod hasłem „Zwycięska wiara” z udziałem 6274 osób, chociaż działało tam wówczas tylko 2600 Świadków Jehowy.
W 1980 roku w Lamentin postawiono „na stałe” ową przenośną Salę Zgromadzeń, a na wyspie Les Saintes, Désirade i Saint-Barthélemy powstały zbory. Liczbę 3000 głosicieli osiągnięto w 1982 roku. W styczniu 1987 roku założono w Pointe-à-Pitre zbór angielskojęzyczny i wybudowano pierwszą na Gwadelupie stałą Salę Zgromadzeń na 4000 miejsc. W 1989 roku zorganizowano pomoc humanitarną dla poszkodowanych przez huragan Hugo, szczególnie na Désirade. Zanotowano wówczas liczbę ponad 6000 głosicieli.
W sierpniu 1992 roku otwarto w Sainte-Anne nowe Biuro Oddziału. Zanotowano liczbę 6839 głosicieli. W 1994 roku osiągnięto liczbę 7250 głosicieli, a w 2009 roku – 8546. Na początku roku 2010 miejscowi wyznawcy zorganizowali pomoc humanitarną dla haitańskich współwyznawców, poszkodowanych przez trzęsienie ziemi. W 2010 roku nadzór nad działalnością miejscowych wyznawców przejęło francuskie Biuro Oddziału. W 2014 roku działało na Gwadelupie około 8339 głosicieli. Od 2016 roku powstało około 42 zborów posługujących się kreolskim Gwadelupy. Utworzono zdalne biuro tłumaczeń tego języka. Budynek powstał przy Sali Zgromadzeń, w której odbywają się także różne szkolenia. We wrześniu 2017 roku zorganizowano pomoc humanitarną dla poszkodowanych przez huragan Irma Świadków Jehowy na Saint-Barthélemy oraz na Saint-Martin. We wrześniu 2022 roku zorganizowano pomoc humanitarną dla poszkodowanych przez huragan Fiona. W roku 2023 na Gwadelupie funkcjonowały 52 Sale Królestwa.
Od 7 do 9 czerwca 2024 roku na welodromie Amédée Détraux w Baie-Mahault odbył się kongres specjalny pod hasłem „Głośmy dobrą nowinę!”. Zaproszono ponad 1500 delegatów zagranicznych z 11 krajów. Program przedstawiono w języku angielskim, francuskim, hiszpańskim i w miejscowym języku kreolskim. Liczba obecnych wyniosła 8602 osoby, a 74 zostały ochrzczone. Ogłoszono wydanie Ewangelii Mateusza i Marka w Przekładzie Nowego Świata w języku kreolskim (dialekcie gwadelupskim). Językiem tym w 2024 roku posługiwało się około 3300 głosicieli w 42 zborach, a kolejnych 80 w dwóch grupach we Francji.
Zebrania zborowe i kongresy odbywają się w języku angielskim, francuskim, francuskim migowym, hiszpańskim, kreolskim Gwadelupy i kreolskim haitańskim.